# Константин V Константинополски
Вижте пояснителната страница за други личности с името Константин.
Константин (на гръцки: Κωνσταντίνος Ε΄) е гръцки духовник, вселенски патриарх от 2 април 1897 до 30 март 1901 година.

## Биография
Роден е със светската фамилия Валиадис (Βαλιάδης) в село Веса на Хиос, Османската империя, през ноември 1833 година. Под закрилата на митрополит Софроний Хиоски е изпратен в 1852 година да учи в Богословското училище в Халки, което завършва в 1857 година. След дипломирането си работи като учител в Синоп, но по здравословни причини в 1858 година е принуден да напусне и заминава за Цариград, а след това за Атина, Гърция. През май 1862 година заминава за Самсун и е назначен за секретар на митрополит Софроний, преместен от Хиос като амасийски митрополит. След като Софроний се възкачва на вселенския патриаршески престол в 1863 година, Константин го последва в Цариград. На 6 февруари 1864 година той е ръкоположен за дякон от патриарх Софроний III Константинополски. Той служи като частен секретар на патриарх Софроний, въпреки че са му предлагани длъжностите главен секретар на Светия синод и велик протосигел. След като напуска вселенския престол в 1866 година дякон Константин го последва и работи като негов личен секретар. През 1868 година за сметка на Софроний отива да учи в Страсбург, Франция, в Швейцария и накрая в Хайделберг. През август 1872 година се завръща в Цариград и участва като секретар в работата на Вселенския събор, който осъжда българския разкол. След края на Събора последва Софроний, който се възкачва на александрийския патриаршески престол в Египет. По здравословни причини обаче е принуден да напусне Египет и се връща в Цариград през май 1873 година. След това става частен секретар на патриарх Йоаким II Константинополски и след това на 16 януари 1874 година като главен секретар на Светия синод. На 30 януари 1874 година е ръкоположен за презвитер от патриарх Йоаким II.
На 30 януари 1876 година е ръкоположен за митиполит митилински митрополит в патриаршеската църква „Свети Георги“ във Фенер, Цариград. Ръкополагането е извършено от патриарх Йоаким II в съслужение с митрополитите Методий Кесарийски, Никодим Кизически, Йоаникий Никейски, Калиник Халкидонски, Григорий Търновски, Неофит Лариски, Йоаким Лемноски. Като митрополит Константин уважава Канона и отказва да го нарушава, дори и подложен на натиск като член на Светия синод. Кандидат е за патриарх по време на патриаршеските избори през 1884, 1887 и 1891 година. На 30 април 1893 година е избран за ефески митрополит в Ефес срещу кандидатите митрополит Антим Амасийски и Кирил Одрински.
На 2 април 1897 година е избран за вселенски патриарх. На 30 март 1901 година е уволнен, без да подаде дори официална оставка, с решение на Високата порта след интриги на последователите на патриарх Йоаким III Константинополски. Отегля се на Халки, където умира в резултат на диабет на 27 февруари 1914 година.